# Trisha Noble

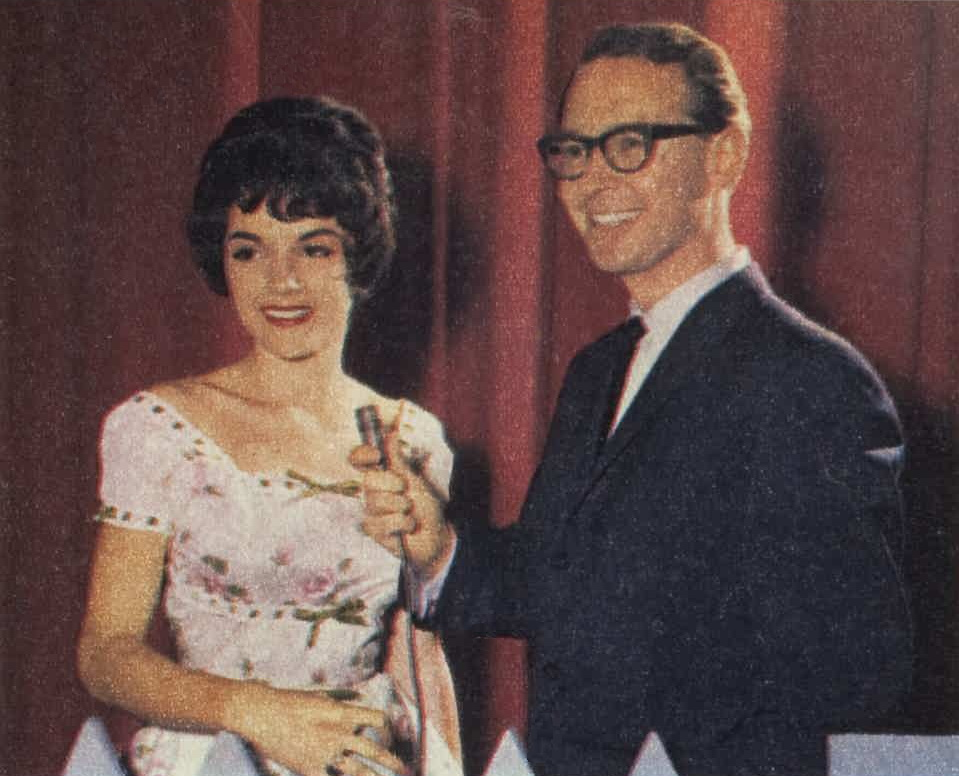
Trisha Noble (1975)

Trisha Noble, bürgerlich Patricia Ann Ruth Noble (* 3. Februar 1944 in Marrickville Council, New South Wales; † 23. Januar 2021), war eine australische Sängerin und Schauspielerin.

## Leben
Trisha Noble wurde 1944 geboren. Sie wuchs in Sydney auf. Ihre Eltern waren Clarence Lancelot „Buster“ Noble (1. März 1913–15. Juli 1990), ein Komiker und Sänger, und Helen De Paul (geb. Helen McGoulrick, 1921–2007), eine Entertainerin, Sängerin, Tänzerin und Komikerin im Tivoli. Noble hat eine jüngere Schwester, Amanda.
In den 1960er Jahren hatte sie unter dem Namen Patsy Ann Noble eine Gesangskarriere. Sie wurde beim australischen Label HMV Records unter Vertrag genommen und veröffentlichte im November 1960 ihre erste Single „Like I’m in Love“/„I Love You So Much It Hurts“.
1966 stand Noble in der Fernsehserie The Benny Hill Show erstmals für das Fernsehen vor der Kamera. 1966 folgte ihr Spielfilmdebüt in dem Film C.I.A. an Malta: Diese Frau ist gefährlich. In der Fernsehserie The Dick Emery Show hatte sie 1966 erstmals eine wiederkehrende Rolle. Ab 1967 verwendete sie den Künstlernamen Trisha Noble, um sich von ihrer Gesangskarriere zu distanzieren. In den 1970er Jahren zog sie in die Vereinigten Staaten. 1981 bis 1982 war Noble in der Fernsehserie Strike Force zu sehen. 1983 kehrte Noble nach Australien zurück, wo sie ihre Karriere als Theaterschauspielerin ausbaute.
Im Jahr 2005 spielte Noble eine Nebenrolle in Star Wars: Episode III – Die Rache der Sith als Jobal Naberrie, die Mutter der Hauptfigur Padmé Amidala und damit die Großmutter mütterlicherseits der Charaktere Luke Skywalker und Leia Organa.
Von 1967 bis 1974 war sie mit Alan Sharpe, von 1976 bis 1980 mit Scott MacKenzie und ab 1985 mit Peter Field verheiratet. Noble starb am 23. Januar 2021 im Alter von 76 Jahren nach einem angeblich 18-monatigen Kampf gegen das Mesotheliom.

## Filmografie
- 1966: The Benny Hill Show (Fernsehserie, eine Folge)
- 1966: C.I.A. an Malta: Diese Frau ist gefährlich (Death Is a Woman)
- 1966: Geheimauftrag für John Drake (Danger Man, Fernsehserie, eine Folge)
- 1966: The Wednesday Play (Fernsehserie, eine Folge)
- 1966: The Dick Emery Show (Fernsehserie, 13 Folgen)
- 1967: Mickey Dunne (Fernsehserie, eine Folge)
- 1968: We Have Ways of Making You Laugh (Fernsehserie)
- 1968: Iolanthe (Fernsehfilm)
- 1969: Out of the Unknown (Fernsehserie, eine Folge)
- 1969: Das total verrückte Campingparadies (Carry On Camping)
- 1969: Who-Dun-It (Fernsehserie, eine Folge)
- 1969: Task Force Police (Z Cars, Fernsehserie, 2 Folgen)
- 1970: Tommy Cooper (Fernsehserie, eine Folge)
- 1970: Callan (Fernsehserie, eine Folge)
- 1970: Up Pompeii! (Fernsehserie, 2 Folgen)
- 1970: Fraud Squad (Fernsehserie, eine Folge)
- 1971: Night Gallery (Fernsehserie, eine Folge)
- 1972: Eddies Vater (The Courtship of Eddie’s Father, Fernsehserie, eine Folge)
- 1975: Baretta (Fernsehserie, eine Folge)
- 1975: Columbo: Playback
- 1975: The Bob Crane Show (Fernsehserie, eine Folge)
- 1975: One of Our Own (Fernsehfilm)
- 1975: Matt Helm – Im Dschungel der Großstadt (Matt Helm, Fernsehserie, eine Folge)
- 1976: Mary Tyler Moore (The Mary Tyler Moore Show, Fernsehserie, eine Folge)
- 1976–1977: Executive Suite (Fernsehserie, 7 Folgen)
- 1977: Zwischen den Fronten (Rhinemann Exchange, Miniserie, eine Folge)
- 1977: McMillan & Wife (Fernsehserie, eine Folge)
- 1977: Testimony of Two Men (Miniserie, 3 Folgen)
- 1978: Mit 15 hat man noch Träume (James at 15, Fernsehserie, eine Folge)
- 1978: Durch die Hölle nach Westen (How the West Was Won, Fernsehserie, eine Folge)
- 1978: Husbands, Wives & Lovers (Fernsehserie, eine Folge)
- 1978: The Courage and the Passion (Fernsehfilm)
- 1978: Fantasy Island (Fernsehserie, eine Folge)
- 1979: Detektiv Rockford – Anruf genügt (The Rockford Files, Fernsehserie, eine Folge)
- 1979: Mrs. Columbo (Fernsehserie, eine Folge)
- 1979: Zwei retten die Welt (The Wild Wild West Revisited, Fernsehfilm)
- 1979: Schauplatz New York (Eischied, Fernsehserie, eine Folge)
- 1979: Buck Rogers (Buck Rogers in the 25th Century, Fernsehserie, eine Folge)
- 1980: Stone (Fernsehserie, eine Folge)
- 1980: Willow B: Women in Prison (Fernsehfilm)
- 1980: Sechs Leichen und kein Mord (The Private Eyes)
- 1981: Flamingo Road (Fernsehserie, eine Folge)
- 1981: Love Boat (The Love Boat, Fernsehserie, eine Folge)
- 1981–1982: Strike Force (Fernsehserie, 20 Folgen)
- 1982: ..Deadline.. (Fernsehfilm)
- 1982: Hart aber herzlich (Hart to Hart, Fernsehserie, eine Folge)
- 1983: Casablanca (Fernsehserie, eine Folge)
- 1983: T. J. Hooker (Fernsehserie, eine Folge)
- 1983: Oh Madeline (Fernsehserie, eine Folge)
- 1983: Matt Houston (Fernsehserie, eine Folge)
- 1986: Body Business (Fernsehfilm)
- 2000: Water Rats – Die Hafencops (Water Rats, Fernsehserie, eine Folge)
- 2000, 2004: All Saints (Fernsehserie, 2 Folgen)
- 2001: Blond (Blonde, Miniserie, eine Folge)
- 2002: Star Wars: Episode II – Angriff der Klonkrieger (Star Wars: Episode II – Attack of the Clones)
- 2005: Star Wars: Episode III – Die Rache der Sith (Star Wars Episode III: Revenge of the Sith)